# Veronica polita
Veronica polita é uma espécie de planta com flor pertencente à família Scrophulariaceae. 
A autoridade científica da espécie é Fr., tendo sido publicada em Novitiae Florae Suecicae. Edit. Altera 1–2. 1828.

## Portugal
Trata-se de uma espécie presente no território português, nomeadamente em Portugal Continental, no Arquipélago dos Açores e no Arquipélago da Madeira.
Em termos de naturalidade é nativa de Portugal Continental e introduzida nos Arquipélago dos Açores e da Madeira.

## Protecção
Não se encontra protegida por legislação portuguesa ou da Comunidade Europeia.